# Maria (sorella di Sant'Anna)
Maria, talvolta indicata anche con il nome di Maraha, è una figura presente in alcune tradizioni cristiane, considerata sorella di sant'Anna e quindi zia di Maria, oltre che madre di Salome, la levatrice presente alla nascita di Gesù. La sua esistenza non è attestata nei testi canonici, ma trova spazio in alcune fonti apocrife e in scritti devozionali.

## Tradizione
Secondo una genealogia riportata da scritti attribuiti a Ippolito di Tebe, Epifanio il Saggio, Andrea di Creta e, successivamente, da Niceforo Callisto e Andronico di Pannonia, Maria sarebbe una delle tre figlie del sacerdote Matthan e di sua moglie Maria, vissuti sotto Cleopatra, prima dell'avvento di Erode il Grande. Le tre sorelle sarebbero:
- Maria, sposata a Betlemme, madre di Salome;
- Sobe, anch'essa sposata a Betlemme, madre di Elisabetta;
- Anna, sposata in Galilea, madre della Vergine Maria[1][2].

Questa tradizione fu accolta in alcuni ambienti orientali e bizantini, ma non ha trovato conferma nel canone ufficiale né nei testi riconosciuti della Chiesa latina. Alcuni autori medievali la ripresero nell’ambito della cosiddetta Sacra Parentela, una genealogia estesa della famiglia di Gesù sviluppatasi per ragioni teologiche e iconografiche.
Nel XIX secolo, la mistica tedesca Anna Katharina Emmerick affermò, nelle sue visioni raccolte in "The Life of the Blessed Virgin Mary", che Maria (da lei chiamata Maraha) era sorella di Sant’Anna e madre di Salome. Tali visioni, di natura privata e non vincolanti dal punto di vista dottrinale, influenzarono tuttavia la devozione popolare e la rappresentazione iconografica della sacra parentela, specialmente in area tedesca e fiamminga.

## Valutazione storica
Studi moderni considerano queste genealogie parte di una tradizione apocrifa e leggendaria, non attestata né sostenuta da evidenze storiche o archeologiche. Il Dictionary of Saintly Women segnala l’esistenza della figura come parte di uno sviluppo devozionale piuttosto che di una testimonianza storica.